# Subulina usambarica
Subulina usambarica é uma espécie de gastrópode  da família Subulinidae.
É endémica da Tanzânia.